# جينو ديمون
جينو ديمون (بالهولندية: Gino Demon)‏ هو لاعب كرة قدم هولندي في مركز الدفاع، ولد في 9 مايو 1997 في هارلم في هولندا. لعب مع ناك بريدا.

## وصلات خارجية
- جينو ديمون على موقع قاعدة بيانات كرة القدم.إي يو (الإنجليزية)
- جينو ديمون على موقع Soccerway.com (الإنجليزية)